# 134135 Steigerwald
134135 Steigerwald este o planetă minoră (asteroid) din centura de asteroizi. A fost descoperită pe 7 ianuarie 2005 la Catalina Station⁠(d) de Catalina Sky Survey. 
Obiectul prezintă o orbită caracterizată de o semiaxă mare de 2,7787732158765 UAi, o excentricitate de 0,04, o înclinație de 3 ° în raport cu ecliptica.